# クライスラー・タウン&カントリー
タウン&カントリー（Town & Country ）は、1990年から2016年までクライスラーが販売していたミニバン型の自動車である。 

## 概要
クライスラーにより製造販売されたミニバンで、1989年に1990年モデルとして登場した。ダッジ・キャラバン/プリムス・ボイジャーの姉妹車で、それらより豪華なモデルとして登場した（後の世代ではベースモデルも追加されている）。
5世代27年（モデルイヤー）を経て、タウン＆カントリーの名は2016年モデル終了時に廃止され、2017年モデルにてクライスラー・パシフィカに代替された 。 
クライスラーグループのミニバン（ダッジ・キャラバン / ダッジ・グランドキャラバン、プリマス・ボイジャー/プリマス・グランドボイジャー/クライスラー・ボイジャーを含む）は、世界で13番目に売れた自動車モデル名として、1200万台以上販売されている。

## 初代 (1990年)
ダッジ・キャラバン/プリムス・ボイジャーのクライスラー・ブランド版姉妹車として登場。元々は1989年モデルとして導入される予定であったが、最終的に1989年春に1990年モデルとして導入された。これは1990年モデルのキャラバンとボイジャーが生産に入る前の導入で、1989年6月までの間にタウン＆カントリーと共に生産されたキャラバン/ボイジャーはまだ1989年のモデルであった。
兄弟車のロングホイールベース（LWB）版「グランドボイジャー/グランドキャラバン」と「クライスラー・Sプラットフォーム」ボディを共有する。兄弟車との識別点はクロームの滝状のグリル、クリスタルのペンタスターフードオーナメント、標準の木目調アップリケ、ロワーボディサイドを覆う溝付きのクラッディング（キャラバンESに見られるもので、ロングホイールベースに合わせてわずかに延長されている）、15インチのレーススポークアルミホイール。またボディカラーは2種のみで、当初はブライトホワイトクリアコートの1種。1989年6月にブラッククリアコートカラーを追加。
クライスラーの最も豪華なミニバンとして、タウン&カントリーは独自の装備に加えてプリマス/ダッジの兄弟車に付くほぼすべての機能を標準装備した。独特のギャザードレザーシート表皮およびドアトリムパネル、フロントとリアのエアコン、パワーウィンドウ、パワーロック、インフィニティサウンドシステム、7人乗りシート、ラゲッジラック、電子制御の4速オートマチックトランスミッションなどが含まれる。。
エンジンは1989年6月以前の生産車には3.0 Lの三菱6G72型V6エンジンが搭載され、以降に生産されたモデルにはクライスラー独自の3.3 L「EGA」V6へ換装された。3.0 Lエンジン搭載車は、兄弟車キャラバン/ボイジャーの1989年モデルイヤーの期間に製造されたため、アメリカ合衆国環境保護庁（EPA）はVINの表記が異なるにもかかわらず、1990年ではなく1989年モデルとして登録している。
この第一世代タウン&カントリーは、第一世代クライスラーミニバンの生産最終モデルイヤーにリリースされた。タウン&カントリー、ボイジャー/グランドボイジャー、キャラバン/グランドキャラバンは全車、翌1991年モデルにてフルモデルチェンジされる。初代タウン&カントリーの総生産台数は1989年に1,789台、1990年に3,615台で、すべてのクライスラーミニバンの中で最も少ない。1990年が唯一のモデルイヤーである理由は、以前にダッジ・キャラバンとプリマス・ボイジャーのために予定されていた大量の事前に製造されたボディを再利用する試みだったからである。

### エンジン
- 3.0 L 三菱 6G72 V6, 142 hp (106 kW), 173 lb⋅ft (235 N⋅m) (1989年6月まで)
- 3.3 L EGA V6, 150 hp (110 kW), 180 lb⋅ft (240 N⋅m) (1989年6月以降)

## 2代目 (1991 - 1995年)
1990年11月に1991年モデルとして導入、1995年モデルイヤーまで販売。プラットフォームはクライスラー・ASプラットフォーム。これは、クライスラー・Kプラットフォームから派生した最後のタウン&カントリーであった。2代目タウン&カントリーも先代と同じくフル装備で、トリムレベルの区別はなく追加オプションのみで、ロングホイールベース（LWB）仕様のみであった。
外観では、ヘッドライトおよびテールライトのクラスターはプリマス・ボイジャーと共通（ダッジ・キャラバンのそれは独自のものであった）。外観上の特徴はクローム（後にボディカラーになる）のウォーターフォールグリル、クリスタルのペンタスターフードオーナメント、ボディカラーのサイドミラー、ボディサイドのクラッディング、独自のアロイホイール。インテリアでは、標準装備の革シート表皮、木目調のダッシュボードとドアトリム、またデジタルインストルメントクラスターが装着された。

### 改良
- 1992年モデルイヤーに標準化された"Quad Command" バケットシート
- 組み込まれたチャイルドシート（1991年<1992年モデルイヤー>)）、リクライニングを備えた改良デザイン（1993年<1994年モデルイヤー>）
- アンチロック・ブレーキの設定
- ミニバン初の運転席エアバッグ（1991年）[10]、およびその標準化（1991年<1992年モデルイヤー>）
- 1998年の米国連邦安全基準を満たした最初のミニバン（1993年<1994年モデルイヤー>）

### エンジン
- 1991–1993年: 3.3 L EGA V6, 150 hp (110 kW), 180 lb⋅ft (240 N⋅m)
- 1994–1995年: 3.8 L EGH V6, 162 hp (121 kW), 213 lb⋅ft (289 N⋅m)

### 年ごとの変更
- 1991年 - ミニバンとして2年目のモデルイヤーにフルモデルチェンジ。完全に再設計され、空力が改善され、コーナーがシャープになり、250ワットのクライスラー・インフィニティオーディオシステムが搭載された。
- 1992年 - 4輪駆動と座席に組み込まれたチャイルドシートを設定。運転席側エアバッグ（1991年8月生産車から）と「クワッドコマンド」バケットシートを標準装備。外観では、ビニール木目調シートのない仕様がオプションになった。これを選択した場合、木目調シートはベルトラインに沿った金色のピンストライプに置き換えられた。新しい金色の「ウェブデザイン」アロイホイールが利用可能になった。
- 1993年 - いくつかのインテリアの改良。外装ではステンレス製の排気システムと新しいデザインのホイールを採用。
- 1994年 - 1993年11月に発売。ダッシュボードが再設計され新しくなった。全車に助手席側エアバッグとニーボルスターが装備された。1998年の連邦側面衝突基準を満たすためにサイドドアガードビームを装備。エンジンは3.8 LV6エンジンを標準装備。
- 1995年 - 標準のリモートキーレスエントリーは、リフトゲートが誤って開くのを防ぐために、5秒以内に2回ボタンを押す必要があった。Kプラットフォームを用いる最後のモデルイヤー。1995年初頭に1996年モデルとしてキャブフォワードスタイルの新型が導入された。

## 3代目 (1996 - 2000年)
1996年に3代目にモデルチェンジ。プラットフォームは「クライスラー・NSプラットフォーム」が使用され、運転席側のスライドドアや「イージーアウトローラーシート」など、業界初の装備がいくつか含まれた。スライドドアが助手席側のみに付く仕様は1996年のみ設定された。
2代目まではフル装備の単一モデルであったが、この3代目では新しくトリムレベルを設定し、より幅広い顧客層をカバー可能とされた。プレミアムLXi（後にリミテッドに変更）には、事前にプログラムされた運転席とミラー、標準の革のインテリア、8方向のパワー調整可能なフロントシート、カセット/ CDプレーヤー付きのインフィニティサウンドシステム、ドライバーと助手席のデュアル式温度調節などの装備が含まれた。いくつか例を挙げると、トリム名称のないエントリーモデル（後にLXと改称）は、LWB版の快適装備が少ない仕様である。 LX（後にSXと改称）は、ショートホイールベース（SWB）版で同様の仕様を特徴とした。ベースモデルとLXモデルはどちらも、第3世代で廃止されたプリマスボイジャー/グランドボイジャーの高級版、LXモデルの廃止によって残されたギャップを埋めることを目的とした。
1930年代にさかのぼる、歴史的なクライスラーブルーリボンエンブレム（後に翼のあるエンブレムに組み込まれた）を最初に装着した。
エンジンは、3.3 Lガソリンエンジン（VINの8桁目がR）、3.3Lフレキシブル燃料エンジン（VINの8桁目がG）、および3.8 Lエンジン（VINの8桁目がL）をラインナップした。カナダでは3.8 L V6が標準装備され、LWB版のみ販売された。
『カー・アンド・ドライバー』誌は、1996年と1997年のベスト10リストにタウン&カントリーを入れている。
1999年、クライスラーは、タウン＆カントリーのボディシェルを使用し、タウン&カントリーとLHSに類似したコンセプトミニバン「パシフィカ」を発表した。

### エンジン
- 1996-2000年：3.3 L EGA V6、158 hp（118 kW）、203lb⋅ft（275N⋅m）
- 1996-1997年：3.8 L EGH V6、166 hp（124 kW）、227lb⋅ft（308N⋅m）
- 1998-2000年：3.8 L EGH V6、180 hp（130 kW）、240lb⋅ft（330N⋅m）

### 年ごとの変更
- 1996年 - 3代目にモデルチェンジ。ショートホイールベースの「LX」と2種のロングホイールベースモデル（トリム名称なしのベースモデルと「LXi」）を設定。初期には、フロントインテリアドアパネルに別体のグラブハンドルがあったが、モデルイヤー途中にフロントドアアームレストに組み込まれた。またその他のモデルイヤー途中変更としては、3.8Lエンジンのプラスチック製インテークマニホールドカバーが廃止された。 3.8 LエンジンはLXiに標準で、LXとベースモデルではオプションであった。
- 1997年 - フルタイム全輪駆動がロングホイールベース仕様にオプション設定され、全輪駆動モデルには4輪ディスクブレーキが装着された。前輪駆動仕様では、スリップを防ぐために低速で作動する新しいトラクションコントロールシステムを採用した。後部運転席側のスライドドアは、1997年の全車に標準であった。ショートホイールベースモデルはSXに改称され、トリム名称なしだったロングホイールベース版のベースモデルにLXの名称が付けられた。
- 1998年 - フロントフェイシアを変更し、ウォーターフォールグリルから黒い卵形グリルと翼のあるバージョンのクライスラーリボンバッジに変わった。丸いフォグランプを付け新形状のヘッドライトを持つ、より大きく、より攻撃的な外観のバンパーを備えた。3.8 L・V6エンジンが14hp（10 kW）パワーアップし、180 hp（134 kW）になった。布張りインテリアのSX/LXモデルは、布地が新しくなった。自動防眩バックミラーに自動ヘッドライト用のセンサーが付いた。ダッシュボードの運転席側と中央にあるHVACベントは、1998年（暦年）に従来型のデザインに変更された。
- 1999年 - エンブレムのフォントが新しくなった。 一部のモデルで2列目のベンチシートが廃止され、2列目のバケットシートのうち1つでチャイルドシートが利用できるようになった。その他、フロントシート間の小さなカーゴネットが追加された。最上位仕様の「リミテッド」を発売。リミテッドには、左側と右側がハイバックになった3列目ベンチシート、クロームのドアハンドル、16インチのクロームアロイホイールを装備。
- 2000年 - ショートホイールベースのSXは廃止され、ロングホイールベースモデルのみとなる。新しい内装と外装色が追加された。全モデルが7座席・両側スライドドア仕様。 VCRと6.4インチディスプレイを備えた新しい後席ビデオエンターテインメントシステムをディーラーオプションとして設定。

### 衝突試験結果
1996 - 2000年のダッジ・グランドキャラバン（タウン＆カントリーの双子車）は、米国道路安全保険協会の40mphオフセットテストで「Marginal（可）」評価を受た。構造的性能と乗員拘束は「Acceptable（良）」と評価されたが、脚への傷害は非常に大きかった。
米国運輸省道路交通安全局（NHTSA）の衝突試験では、正面衝突で運転席と助手席に4つ星を獲得した。側面衝突試験では、運転席に5つ星、後部乗員に3つ星を獲得、また燃料漏れが発生して火災の危険があるとされた。
Euro NCAP衝突試験では悪い結果にもかかわらず、現実の統計は、これが全体像ではないことを示している。 スウェーデンの保険会社Folksamは、2009年5月に172台の自動車モデルの負傷と生存率に関するレポートを発表した。1988-95年の世代は「平均」、1996-2000年の世代は「最も安全」（平均的な車より少なくとも30％安全）の評価を受けた。

## 4代目 (2001 - 2007年)
2000年1月に2001年モデルとして4代目タウン&カントリーを発売。プラットフォームはクライスラー・RSプラットフォーム。当初はLWB版のみを販売。SWB版は、2000年半ばにプリムスからクライスラーブランドに移された「ボイジャー」の名で販売された。しかし2003年以降はボイジャーの名称は廃止され、ショートホイールベースモデルが再びタウン&カントリーのラインナップに加わった。
2001年のトリムレベルは前世代から引き継がれた。エントリーのLX、中級のLXi、および最上級のリミテッド。2002年までにeLとeXを追加、それぞれLXとLXiの買い得仕様で、人気のあるオプションパッケージが付いたもの。2004年には、トリム名のないベース仕様のSWBモデルが追加された。カナダではLX、LXi、リミテッドの設定だったが、一般向けはLXiとリミテッドのみが販売され、LXはフリート向けの販売に限られていた。
2005年のマイナーチェンジでは、外観の改良とインテリアの小変更がされた。最も注目に値するのは、2列目と3列目の座席が床下に完全に折りたたまれる「Stow'n Go」の導入であった。 Stow'n Goの追加により、2列目と3列目のシートが再設計され、また4輪駆動が廃止された。 Stow'n Goシステムは、このモデルのマーケティングキャンペーンで目立つように取り上げられた。この世代の残りの期間では、ショートホイールベースのベースモデル、ロングホイールベースのLX、ツーリング、リミテッドの各仕様があった。マイナーチェンジ前と同様に、カナダではツーリングとリミテッドのみが一般に販売され、LXはフリート向けに限られていた。運転席側ニーエアバッグが全車に標準装備された。前年のフロントシートマウントサイドエアバッグは廃止され、3列すべてにサイドカーテンエアバッグが採用された。これらはリミテッドに標準で、他の全モデルではオプションであったが、ムーンルーフオプションと同時に装着することはできなかった。Uconnect Bluetooth電話のペアリングおよび3つの可動または取り外し可能なコンパートメントを備えたオーバーヘッドレール収納が使えるようになった。

### エンジン
| 年        | エンジン                            | 出力                       | トルク                         |
| --------- | ----------------------------------- | -------------------------- | ------------------------------ |
| 2000–2007 | 3.3 L (3301 cc, 201.5 cu in) EGA V6 | 180 hp (130 kW) / 5000 rpm | 210 lb·ft (278 N·m) / 4000 rpm |
| 2000–2007 | 3.8 L (3778 cc, 230.5 cu in) EGH V6 | 215 hp (160 kW) / 5200 rpm | 245 lb⋅ft (332 N⋅m) / 4000 rpm |

1998年から2003年までの3.3L V6を搭載した一部のモデル、および2004年から2007年までの3.3 L V6を搭載したすべてのモデルは、E85燃料を使用可能である。これらのエンジンの詳細については、Chrysler 3.3 & 3.8 engineを参照。

### 安全
第4世代のタウン＆カントリー（欧州ではグランドボイジャー）の右ハンドル版は、ユーロNCAPの自動車安全性テストで成績が非常に悪く、次のような評価を受けた。
| 成人の乗員: | 1.5/5stars |
| 小児の乗員: | 4/5stars   |
| 歩行者:     | 0/4stars   |

ただし、同テストは「左ハンドル車は、正面衝突で右ハンドル車よりも大幅に優れた成績を示し、9ポイントを獲得、潜在的な4つ星の成人乗員評価を与えた」と指摘した。
サッチャム（The Motor Insurance Repair Research Centre、通称Thatcham Research）の新車むち打ち症評価（NCWR）では、第4世代のヨーロッパのグランドボイジャーがむち打ち症から乗員を保護する能力についてテストし、車は全体的に「Acceptable（許容）」評価を達成した。

### セキュリティ
グランドボイジャーは、サッチャムの新車セキュリティ評価（NVSR）によってテストされ、次の評価を達成した。
| 車両の盗難:     | 4/5stars |
| 車内からの盗難: | 2/5stars |

## 5代目 (2008 - 2016年)

### 2008年モデル
2007年8月16日に2008年モデルとして発売した。ショートホイールベースモデルは廃止された。
ラルフ・ギルスによるスタイリング、6速AT、リミテッドモデルに標準装備された新しい4.0 L V6エンジン、および「Swivel'n Go」シートとして販売される2列目の回転対座式シートを装備した。床下に収納された小さなテーブルは、後席を対座させたときに使用可能であった。競合他社のトヨタ・シエナやホンダ・オデッセイと同様に、スライドドアにパワーウィンドウを備え、シフトレバーをステアリングコラムからセンターコンソールの高い位置に移動した。この世代のもう1つの新機能は、ハローアンビエントライトはもちろんLEDマップライトを備えたリアのオーバーヘッドコンソールであった。後部座席用のデュアルスクリーンを備えた新しいDVDシステムも利用可能であった。子供向け番組の3つのチャンネルを備えたSIRIUS後部座席TVも提供された。
いくつかの輸出市場（オーストラリア/南アフリカ/中東/中国/シンガポール/ロシア）ではクライスラー・グランドボイジャーとして販売される。ヨーロッパでは、当初クライスラーブランドで販売されたが、2011年モデル以降はランチア・ボイジャーとして販売された。フィリピンでは1991年以来、タウン＆カントリーの名で販売されている。欧州・フィリピン市場では、2.8Lターボディーゼルエンジンと6速トランスミッションを標準装備する。
セントルイス工場での生産は、コスト削減のため2008年後半に終了。以降はカナダのオンタリオ州にあるウィンザー工場で生産された。

### 2011年モデル

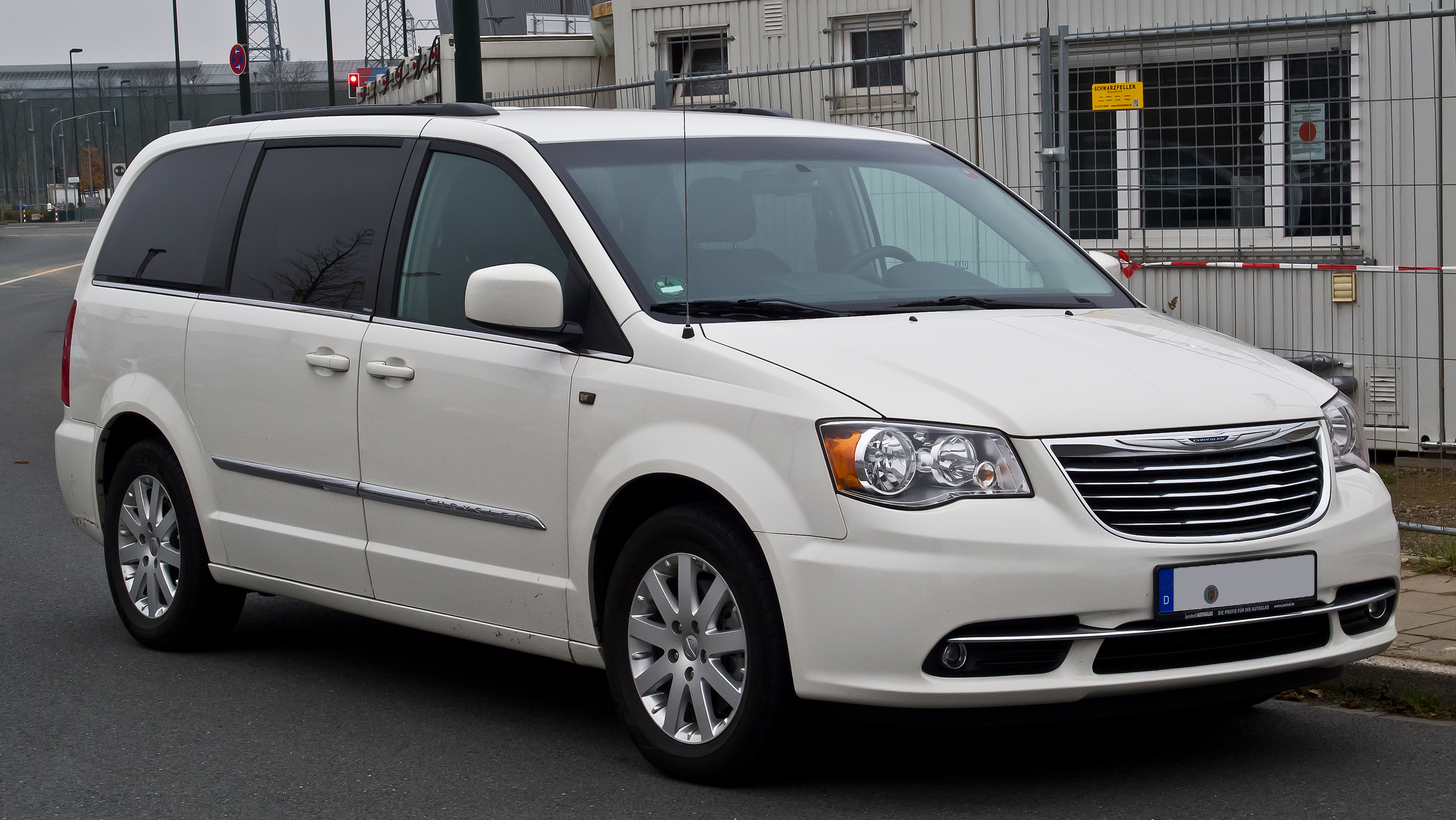
2011年マイナーチェンジモデル

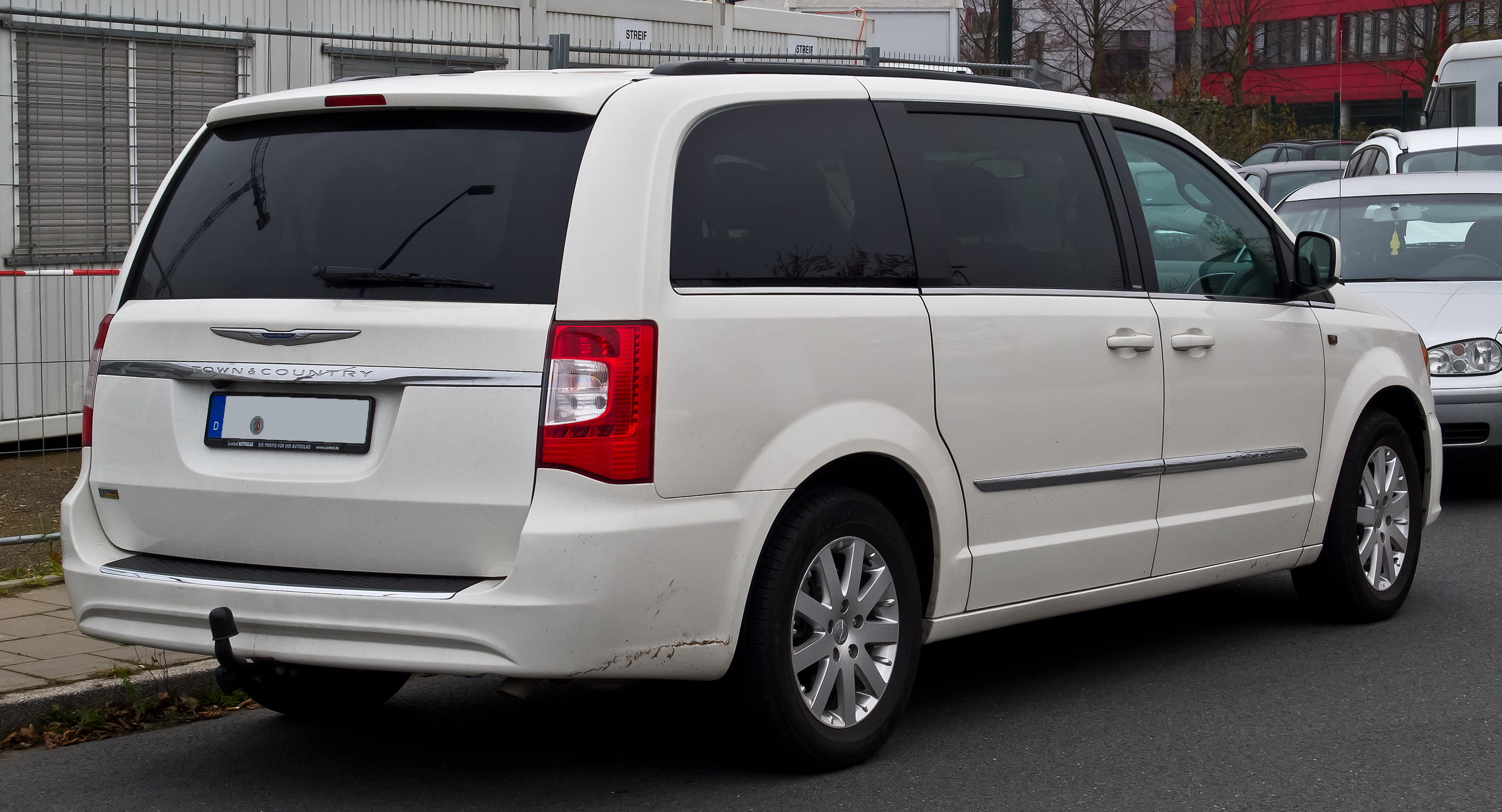
2011年マイナーチェンジモデル

ダッジ・グランドキャラバンとクライスラー・タウン&カントリーは、2011年モデルにてマイナーチェンジを受けた。変更点は、まったく新しい翼のロゴ、標準のSafetyTec（死角監視とリアの出会い頭横切り検出を含む）、Stow'n Goシートおよび収納システムの改善、3列目シートへのアクセスを容易にするワンタッチ折りたたみ機能、新しい「スーパー」センターコンソールとテクノロジー、異なるメディアを同時に再生できるデュアルDVDシステム、3チャンネルの子供向け番組を提供するSIRIUS BackseatTV、20チャンネルのライブ配信FLO TV、以前の3.8 Lおよび3.3 L V6エンジンに代わるペンタスター V6（283hp）エンジン、6速AT、新しい燃費節減モード、新しいインストルメントパネルとインストルメントクラスター、ドライバーがハンドルを握ったままラジオ、クルーズコントロール、ハンズフリー電話、その他の車両機能を操作できるようにする統合コントロールを持つ新しいクライスラーブランドステアリングホイール、アップグレードされた布と革のシート素材、新しい「ソフトタッチ」ドアトリム、新しい冷暖房制御システムなどである。その他サスペンションが変更され、より大きなフロントスウェイバーと新しいリアスウェイバーを備え、リアロールセンターの高さの増加、新しいスプリングレート、新しいステアリングギア、新しいフロントスタティックキャンバー設定、および車高が低められた。同時に遮音性の向上、遮音性ガラス、新しいLEDアンビエント照明とセンターコンソールおよび新しいフォグランプが装備された。
カナダ仕様は2010年第4四半期に販売が始まった。

### 2012年モデル
2012年には、タウン＆カントリーの全グレードでレザーシートと後席DVDエンターテインメントシステムが標準になった。布張りシートはカナダの「ツーリング」トリム仕様ではオプションで、メキシコの同仕様では標準であった。メキシコでは「ツーリング-L」トリムの「L」は革を表す。

### 2013年モデル
2013年モデルの変更点は以下の通り：Blu-ray後部座席デュアルスクリーンDVDシステムをオプション設定、全モデルにより高解像度の後部座席DVDスクリーンを採用、ビデオゲームシステム用のHDMI入力を採用、携帯電話またはMP3プレーヤーを充電するための2つの後部座席USBポートを採用、トレーラースウェイダンピングを標準装備、電動格納ミラーをリミテッド仕様に標準装備しツーリングLにオプション設定、ツーリング仕様の標準レザーシートの表皮が新しくなり、ツーリングLの17インチアロイホイールが新デザイン化。
初期のアメリカ向け仕様はツーリング、ツーリングL、リミテッドのトリムを設定。

### 2014年モデル
デイタイム・ランニング・ランプが、アメリカ仕様に標準になった。以前は、カナダとヨーロッパ仕様でのみ標準であった。アメリカ仕様では、ディーラーでの有効化を要した。
2014年モデルは8つのボディカラーを設定した：ビレットシルバーメタリッククリアコート、ブリリアントブラッククリスタルクリアコート、ブライトホワイトパールコート、カシミアパールコート、ディープチェリークリスタルパールコート、マキシマムスチールパールコート、モカジャバパールコート、 トゥルーブルーパールコート、サファイアクリスタルメタリッククリアコート。

### 2015年モデル
2015年は、LX仕様が再導入され、フロントフォグランプとEVICがないことを除いてツーリング仕様とほぼ同じになった。また、アルカンターラとナッパレザーのシート、ヒーター付きフロントと2列目シート、ヒーター付きステアリングホイールを標準装備した、カナダ市場向けの新しい「プレミアム」仕様も導入された。
リミテッドは、「リミテッドプラチナ」に最高級トリムの座を引き継いだ。これは、いくつかの変更を除いて、以前のリミテッドとほぼ同じであった。リミテッドは引き続き生産を続けたが、リミテッドプラチナ登場によっていくつかの標準機能が削除またはオプションになった（HIDヘッドランプなど）。

### 2016年モデル
クライスラー・タウン＆カントリーの最終年である。2016年モデルはすべて2015年モデルを引き継いでいる。
プロジェクターヘッドランプは現在、フリート車両を除く米国のすべてのトリムレベルで標準となっている。前モデルイヤーのリフレクターヘッドランプからハロゲンプロジェクターヘッドランプに変わった。HIDヘッドランプは、ツーリング-Lおよびリミテッドではオプションで、リミテッド・プレミアムに標準である。リフレクターヘッドランプはダッジ・キャラバンに残っている。

### 特別仕様車
タウン＆カントリーS（2013-2014年）
タウン&カントリー「S」は、2012年のロサンゼルスモーターショーにて披露された。装備は以下の通り：前後にブラック背景のクライスラーウィングバッジを組み合わせたブラッククロームグリル、リアのブラックフェイシアステップパッド、「S」モデルバッジ、ポリッシュ仕上げと黒塗装のポケットの17インチアルミホイール、ブラックアウトされたヘッドライトベゼル（遅れて導入された）、シートバックと内側の黒いBallistic clothに「S」ロゴが刺繍された黒のトリノレザーシート、シートとドアアームレストにグレーのステッチ、インストルメントパネルと黒革巻きステアリングのスポークにピアノブラックの光沢貼り、ホイールのクライスラーウィングバッジは背景が黒いボディのバッジと一致し、黒いヘッドライナーと上部コンソール、黒いセンターコンソールとインストルメントクラスターの「S」ロゴ、デュアルスクリーンBlu-Ray DVDシステム（HDMI入力、2つのUSB充電ポート、12Vコンセントと115V 2極コンセント）、パフォーマンスサスペンション、選べる4つのボディカラー（ブリリアントブラック、ディープチェリーレッド、ストーンホワイト、ビレットシルバー）。
タウン&カントリー Sは2014年モデルに引き継がれ、前後にブラック背景のクライスラーウィングバッジを組み合わせるブラッククロームグリル、ブラックリアフェイシアステップパッド、「S」モデルバッジ、17インチアルミホイール ポリッシュ仕上げと黒塗装のポケットの17インチアルミホイール、ブラックアウトされたヘッドライトベゼル、シートバックに「S」ロゴが刺繍された黒のトリノレザーシート、シート内側の黒いBallistic cloth、ドアアームレストにグレーのステッチ、インストルメントパネルと黒革巻きステアリングのスポークにピアノブラックの光沢貼り、ホイールのクライスラーウィングバッジは背景が黒いボディのバッジと一致し、黒いヘッドライナーと上部コンソール、黒いセンターコンソールとインストルメントクラスターの「S」ロゴ、デュアルスクリーンBlu-Ray DVDシステム（HDMI入力、2つのUSB充電ポート、12Vコンセントと115V 2極コンセント、ワイヤレスヘッドホン）、パフォーマンスサスペンション。
タウン＆カントリー Tanya Moss edition（2013年、メキシコ）
2013年にメキシコで限定販売された（150台）。同国のジュエリーデザイナー・Tanya Mossとのコラボレーションによってデザインされた。
タウン＆カントリー・30thアニバーサリーエディション（2014年）
「30thアニバーサリーエディション」は、ツーリング-L仕様をベースとした30周年記念車。装備は次の通り：ポリッシュ仕上げ面と塗装されたサテンカーボンポケットを備えた17インチのアルミホイール、「30th Anniversary」バッジ、ナッパレザーのボルスター付きブラックアルカンタラレザーシート、ピアノブラックのステアリングホイールベゼルとインストルメントパネルトリム、3列目のパワーフォールディングシート、30周年記念スプラッシュスクリーン付きタッチスクリーンラジオ、30周年記念ロゴ入りリモコンキー、リアバックアップカメラ、8つのボディカラー（専用グラナイトクリスタルパールコート、ビレットシルバーメタリッククリアコート、ブリリアントブラッククリスタルパールコート、カシミアパールコート、ディープチェリーレッドパールコート、ブライトホワイトクリアコート、トゥルーブルーパールコート、マキシマムスチールメタリッククリアコート）
タウン＆カントリー 90th Anniversary Edition（2016年）
「90th Anniversary Edition」は、クライスラー社の90周年を記念するTouring-Lのバリエーションで、2列目シートヒーター、ステアリングホイールのヒーター、パワーサンルーフなどのオプション機能が標準装備されている。 際立った特徴は、特別なバッジ、90周年記念エディションのラジオスプラッシュスクリーン、特別なフロアマットである。このモデルは、200リミテッドをベースにした200・90周年記念エディション、および300リミテッドをベースにした300・90周年記念エディションと一緒に発売された。

### ランチア・ボイジャー (2011年-)
ランチア・ボイジャーはクライスラー・タウン&カントリーの欧州向け版で、ランチア・フェドラ（Phedra）の代替モデルである。変更点は、クロームのボディサイドモールディングが外されたことである。2011年10月にヨーロッパ全土で発売された。
初期のイタリアモデルの装備を列挙すると、ゴールドトリムレベル、2つのエンジン（283hp 3.6Lペンタスターガソリン、163hp 2.8Lディーゼル）、6速AT、4つのボディカラー（ブリリアントブラック、カーボングレー、シルバー、ストーンホワイト）、2つのインテリアカラー（ブラック/グレーとベージュ）の選択、オプションの「ParkView」リアビューカメラを持つ「ParkSense」パーキングアシストシステム、17インチダイヤモンドカットアロイホイール、ブラックルーフラック、高品質のレザーで装飾されたシート、同じく革張りのオーディオコントロール付ステアリングホイールとシフトノブ、ESP、6エアバッグ、クルーズコントロール、フォグライト、自動ヘッドライト、アクティブ歩行者保護、3ゾーンオートエアコン、CDプレーヤー付き6スピーカーラジオ、iPod / MP3システム付U-Connectハンズフリーシステム、ヒーター付きドアミラー、電動のサイドドアおよびテールゲート。
イギリス、アイルランド、南アフリカ、オーストラリア、アジア、ロシアではクライスラー・グランドボイジャーの名称が残った。

## 総売上
| 暦年   | アメリカ | カナダ | 合計      |
| ------ | -------- | ------ | --------- |
| 2007   | 138,151  | 1,531  | 139,682   |
| 2008   | 118,563  | 4,865  | 123,428   |
| 2009   | 84,558   | 3,165  | 87,723    |
| 2010   | 112,275  | 4,175  | 116,450   |
| 2011   | 94,320   | 4,536  | 98,856    |
| 2012   | 111,744  | 3,991  | 115,735   |
| 2013   | 122,288  | 8,425  | 130,713   |
| 2014   | 138,040  | 8,944  | 146,984   |
| 2015   | 93,848   | 9,001  | 102,849   |
| 2016   | 59,071   | 2,910  | 61,981    |
| 2017年 | 577      | 5      | 582       |
|        |          |        | 1,124.983 |

## 座席の革新
クライスラーは、インテリアの柔軟性を高めるため、ミニバン用の新しい座席システムを定期的に革新してきた。

### クアッドコマンド
1990年に1991年モデルイヤー向けとして、2列目に「partial bench」の代わりに「captains chairs」が登場した。

### 統合されたチャイルドシート
1991年、2つのチャイルドシートを組み込んだ2列目ベンチシートを導入した。これは第5世代までオプション設定されていた。

### イージーアウトローラーシート
1995年、取り付け・取り外し・再配置を簡素化したシートシステム「Easy-Out Roller Seats」を導入した。取り付けた時、シートは床のストライカーに固定される。固定ラッチを外すと、8個のローラーが各シートを持ち上げ、前後に回転できるようになる。ローラー用の床の溝にはローラーの位置決め用のくぼみがあり、簡単にセットできる。シートバックの人間工学に基づいたレバーは、工具を使わずに片手でフロアラッチを解除し、シートをローラー上に一気に持ち上げる。さらに、シートバックは前に折りたたむように設計されている。ローラー用の溝は床に固定されており、またシート支柱が整列されているため、シートの縦方向の移動を容易にする。ベンチシート支柱は、シートフレームの曲げ応力を軽減するため内側に移され、軽量化を可能としている。
2座および3座のベンチ（4代目に設定）の場合、イージーアウトローラーシートは扱いにくい場合がある。200年以降、2列目・3列目のシートは「quad」構成で利用可能となった。2列目はバケットシートまたはキャプテンシート、3列目は3人乗りの50/50分割「ベンチ」（各々の重量は50ポンド未満）である。「イージーアウト」は第5世代まで使われた。特定のモデルは、2人用ベンチ「および」「Stow'nGo」システムの床下コンパートメントを備えていた。
クライスラーミニバンのバッジエンジニアリング車であるフォルクスワーゲン・ルータンは、2列目シートにイージーアウトローラーシートを採用した。これらは、「Swivel'n Go」シートの廃止後、タウン＆カントリーの上級仕様に設定された。

### Stow'n Go シート
2005年、2列目と3列目に、完全に床下に収納できるシートを「Stow'n Go」の名称で導入した。ロングホイールベース仕様にのみ設定された。
4億ドルを投じた開発では、設計者はエレクター・セット（建築現場の鉄骨やクレーンなどを模した組立玩具）を用いて、床下コンポーネント - スペアタイヤハウス、燃料タンク、排気システム、パーキングブレーキケーブル、リアエアコン制御配線、リアサスペンションなど - の、Stow'n Goシステムに対応するため複雑な相互の組み合わせを最初に視覚化するのに役立てた。しかしながら、4WDとは共存できず、クライスラーミニバンからそのオプションは事実上終了となった。
2列目シートが立っているとき、合計で12立方フィート (340 L)の床下収納スペースができる。2・3列目ともが折りたたまれている場合、床は平らで、最大貨物量は160.7立方フィート (4,550 L)である。
Stow'n Goシステムは、2005年「Popular Science」誌の「Best of What's New」を受賞した。
Stow'n Goシステムは、クライスラーミニバンのバッジエンジニアリング版であるフォルクスワーゲン・ルータン（現在は生産中止された）では設定されなかった。
2011年モデルイヤー、タウン＆カントリーおよびダッジ・グランドキャラバンのシートと収納システムが改良され「Super Stow'n Go」に名を改めた。これはグランドキャラバンには今も設定されており、新型のパシフィカにも適合した。

### Swivel 'n Go
クライスラーは2008年に「Swivel'n Go」として販売される座席システムを導入した。このシステムではシートの2列目と3列目が対面する。取り外し可能なテーブルは2列目と3列目の間に設置できる。Swivel'n Goは2008年モデル以降のStow'n Goシートに提供されるが、バッジエンジニアリング版のフォルクスワーゲン・ルータンには提供されない。
これらのSwivel'n Goシートは、マグナの一部門であるIntier Corp.によって製造された。トラック、ライザー、スイベル機構は、Intierの一部門であるCamslideによって組み立てられている。スイベル機構は、Toyo Seat USA Corp.によって設計製造されている。
このシステムは、その高強度で知られている。衝突時のシートの全荷重は、政府基準の最小要件のほぼ2倍の回転機構を介して伝達される。
スイベル機構には、ロック位置にあるときにシートを安定させるバンパーを内蔵する。シートを回転させると、これらのバンパーから外れて簡単に回転できるようになる。
シートは、ロック解除位置に置いたままにしたり、乗員を乗せて旋回させたりすることを意図したものではないが、旋回機構に損傷を与えることはない。
Swivel'n Goは、人気がなかったため、2011年のクライスラーおよびダッジミニバンから設定がなくなった。

## ミニバン生産
「Stow'nGo」と「Swivel'nGo」のシートを装備したタウン&カントリーおよびグランドキャラバンは、カナダ・オンタリオ州ウィンザーで生産されている。
タウン&カントリーは、1989年から2001年までセントルイス工場、2001年から現在まではウインザー工場で生産される。2006年5月の時点で、ウインザー工場はRTの筆頭生産工場になるが、2009年に現在生産されているパシフィカ（CS）の生産を段階的に廃止するまで完全には引き継がれない。セントルイスのミニバン工場は2008年10月に閉鎖され、ウインザーはタウン&カントリーおよびグランドキャラバンの唯一の生産工場になった。
台湾市場のタウン&カントリーは、中華汽車により台湾・楊梅区にて2006年モデルイヤーからライセンス生産された。北米モデルに似ているが若干の違いがあり、最も明らかなのはヨーロッパ仕様のダッジ・グランドボイジャーと共有するフロントバンパー、テールランプ、ヘッドランプである。2007年に生産は終了し、生産ラインは中国に移され、東南汽車がクライスラー・グランドボイジャーおよびダッジ・グランドキャラバンの名で2008年から2010年後半まで生産した。
1991年から2007年までクライスラー・ボイジャー/グランドボイジャーはオーストリアで組み立てられ、ヨーロッパほか多くの世界市場で販売された。2008年以降、ヨーロッパ仕様もカナダ・オンタリオ州で生産されているが、ディーゼルエンジンが引き続き設定され、トリムも異なる。外観は北米のタウン＆カントリーに非常に似ているが、クライスラー・グランドボイジャーとして販売されている。
タウン＆カントリーはメキシコ、ベネズエラ、そして2011年以降はブラジルでも販売されている。ブラジルではそれ以前「クライスラー・キャラバン」とリバッジして販売されていた。

## タウン＆カントリープラグインハイブリッド

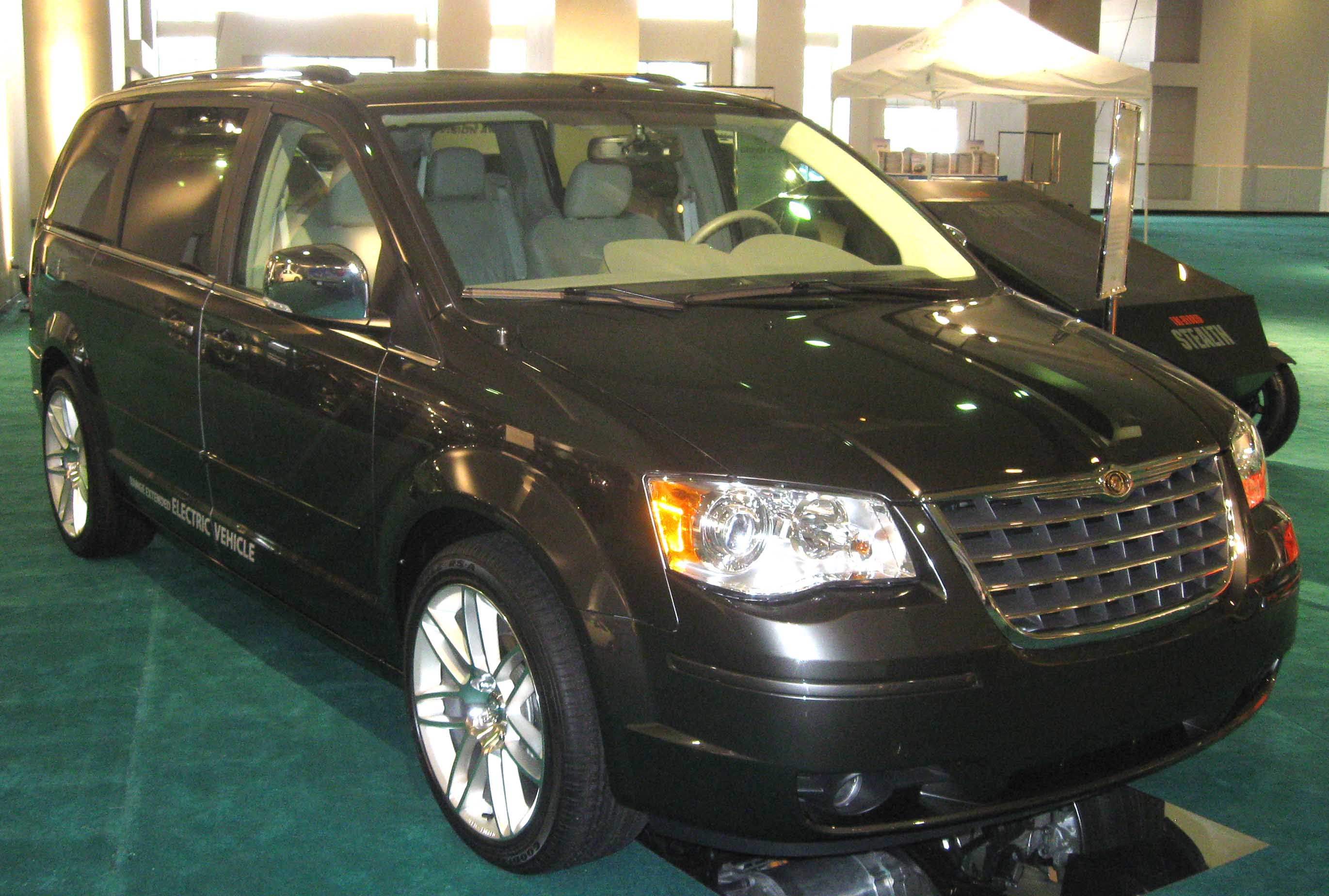
クライスラータウン＆カントリーEV

25台のフレキシブル燃料プラグインハイブリッド（PHEV）を使用した2年間のデモプログラムが2012年4月に開始された。当初はミシガン州オーバーンヒルズとノースカロライナ州シャーロットで販売され、US$26万規模の実証プロジェクトの一部は米国エネルギー省 （DOE）からのUS$10万米ドルの助成金によって賄われている。PHEVは、2モードハイブリッドトランスミッションを備えた、前輪駆動に接続されたE85互換3.6 Lペンタスターエンジンが装備されている。合計290馬力の水冷式12.1 KWh リチウムイオンバッテリーで駆動し、合計車両範囲は700マイル (1,100 km) に達した  。
このデモはクライスラーと米国エネルギー省の共同出資による最初のプログラムで逆潮流可能な工場生産車両が含まれ、この実験システムによりフリートオペレーターはPHEVを使用して、停電時に建物に電力供給や電気料金が高い場合に電力使用量削減、電力会社に売電することもあったが、 同社は車両がリコールされる前に、デモンストレーションフリートが130万マイル（210万km）を蓄積したと報告。またPHEVピックアップとPHEVミニバンが平均燃費を実現したと報告した 。 
2012年9月、クライスラーはデモプログラムを一時的に製造停止。109台のダッジ・ラム1500プラグインハイブリッドと23台のタウン&カントリープラグインハイブリッド全台が、バッテリーパックが過熱したときに3台のピックアップトラックが受けた損傷によりリコールされた。メーカーは車両がサービスを再開する際、異なるリチウムイオンケミストリーを使用するセルでバッテリーパックをアップグレードする予定。クライスラーはその事故で負傷した人、車両は把握されておらずミニバンも事故に関与していなかったが、予防措置として撤退したと説明した。 
2016年後半に次世代のクライスラーミニバンのプラグインハイブリッドバージョンが米国で発売された 。 